# Miss Rio Grande do Norte 2021
Miss Universo Rio Grande do Norte 2021 foi a 65º edição do tradicional concurso de beleza feminino, válido para o certame nacional Miss Brasil 2021, único caminho para o Miss Universo. O evento contou com a participação de vinte (20) candidatas em busca pelo título que pertencia a modelo e semifinalista no Miss Brasil 2019 Erika Fontes que coroou sua sucessora Brenda Pontes, de Tibau no final do evento. 
O certame e comandado desde de 2009 por George Azevedo e contou como apresentadores a modelo Thay Rosado e o jornalista Tuca Viegas. O concurso foi realizado no dia 16 de setembro de 2021 no Hotel Thermas, Mossoró. 

## Resultados
| Posição      | Município e Candidata |
| ------------ | --- |
| Miss RN 2021 | - Tibau - Brenda Pontes |
| 2º Lugar     | - São Gonçalo do Amarante - Anna Clara Oliveira |
| 3º Lugar     | - Natal - Daelly Mendes |
| 4º Lugar     | - Parnamirim - Radylla Fernandes |
| 5º Lugar     | - Mossoró - Miriam Benjamin |
| TOP 12       | - Alto do Rodrigues - Dayanny Leonez - Caraúbas - Gersiana Duarte - Carnaúba dos Dantas - Amanda Azevedo - Ceará-Mirim - Mairla Galdino - Messias Targino - Layany Canuto - Pau dos Ferros - Nicolly Oliveira - Tibau do Sul - Isabela Fregonozi |

## Jurados
- Marthina Brandt - Miss Brasil 2015 e Diretora Executiva do Miss Universo Brasil.
- Júnior Batista - Designer de joias.
- Matheus Fraga - Styler
- Juliane Andrade - Designer e Diretora Criativa da Padronize Estamparia.
- Marília Bezerra - Designer de Moda e Diretora Criativa da M Morena Beach Wear.

## Candidatas
20 candidatas disputaram pelo título.
| Município               | Candidata           |
| ----------------------- | ------------------- |
| Alto do Rodrigues       | Daianny Leonez      |
| Caicó                   | Lisieux Alvez       |
| Caraúbas                | Gersiana Duarte     |
| Carnaúba dos Dantas     | Amanda Azevedo      |
| Ceará-Mirim             | Mairla Galdino      |
| Extremoz                | Adja Pamela         |
| Felipe Guerra           | Gisely Oliveira     |
| Lagoa de Velhos         | Jessica Barreto     |
| Messias Targino         | Layany Canuto       |
| Mossoró                 | Miriam Benjamin     |
| Natal                   | Daelly Mendes       |
| Parnamirim              | Radylla Fernandes   |
| Pau dos Ferros          | Nicolly Oliveira    |
| Pureza                  | Jacqueline Dutra    |
| Rio do Fogo             | Emilly Lemos        |
| São Gonçalo do Amarante | Anna Clara Oliveria |
| Serra de São Bento      | Rita de Cassia      |
| São Miguel              | Victoria Nunes      |
| Tibau do Sul            | Isabela Fregonozi   |
| Tibau                   | Brenda Pontes       |